# Nicola Manzione
Nicola Maria Manzione (Salerno, 26 settembre 1983) è un arbitro di calcio a 5 italiano.

## Carriera
Manzione diviene arbitro effettivo il 13 dicembre 2003 iniziando la sua carriera dirigendo direttamente gare di calcio a 5. Passa nell'organico regionale la stagione successiva in cui viene designato fino alla fine della Stagione 2007-08 dove dirige la finale del Campionato Serie C1 regionale oltre alla finale della Coppa Italia regionale della Campania.
Entra nell'organico C.A.N. 5 nella stagione 2008-09 in cui viene designato a dirigere la semifinale di Coppa Italia Under-21 Kaos – Arzignano.
Nella stagione 2010-11 gli viene affidata la supercoppa italiana Under-21 tra Terni e Kaos; inoltre esordisce in Serie A2 nella gara Verona – Riviera Marche.
La Stagione 2012-13 lo vede dapprima esordire in Serie A nella gara Verona Calcio a 5 - Lazio e poi dirigere la semifinale di Coppa Italia tra Cogianco e Marca; nei play-off dirige la Gara1 della finale scudetto tra Luparense Calcio a 5 e Marca Futsal.
Nella stagione 2013-14 riceve la nomina di internazionale. Nella stagione sportiva 2013-14 arbitra la Supercoppa italiana, la semifinale di Winter Cup tra Lazio e Luparense, la semifinale di Coppa Italia tra Acqua&Sapone e Real Rieti e la Gara4 della finale scudetto tra Acqua&Sapone e Luparense C5. In ambito internazionale ha partecipato al mondiale universitario WUCF futsal 2014 svoltosi ad Antequera (Spagna) dal 10/07/14 al 21/07/14 dirigendo, oltre a diverse gare di qualificazione, la finale terzo e quarto posto tra Portogallo e Russia femminile.
Nella stagione sportiva 2014 - 2015 è stato designato per la finale scudetto gara 4 serie A tra Pescara C5 e Kaos Futsal, per la semifinale di Coppa Italia serie A tra Luparense calcio a 5 e Pescara C5. In ambito internazionale ha diretto, nel mese di agosto 2015 a Gibilterra, tre gare di qualificazione alla UEFA FUTSAL CUP 2015, oltre alle gare amichevoli Italia - Repubblica Ceca e Italia - Polonia.
Nella stagione 2015 - 2016 partecipa alla fase preliminare di qualificazione della Futsal Champions League e in ambito nazionale dirige la semifinale di Coppa Italia serie A Cogianco Calcio a 5 e Pescara Calcio a 5 e la finale scudetto serie A tra Luparense Calcio a 5 e Real Rieti. Viene inoltre designato come arbitro nella finale di Coppa Italia Serie C tra L.P.C. Futsal Casoria e Ferentino e nella semifinale di Winter Cup tra Rieti Calcio a 5 e Città di Montesilvano Calcio a 5.
La stagione calcistica 2016 - 2017 inizia con le designazioni internazionali nel main round di Futsal Champions League. In Itali dirige la finale di Coppa Italia di Serie B tra Giovinazzo Calcio a 5 e Calciano ed ancora la finale scudetto serie A tra Luparense Calcio a 5 e Pescara Calcio a 5.
Nella stagione 2017 - 2018 arbitra la finale di Supercoppa italia Serie A tra luparense calcio a 5 e Pescara Calcio a 5, la semifinale di Coppa Italia Serie tra Came Dosson c 5 e Luparense calcio a 5 e la finale scudetto Serie A tra Acquaesapone c 5 e Luparense calcio a 5. In ambito internazionale viene designato per le gare di qualificazione del Main round degli Europei di Futsal 2018 e di Main round di Uefa Futsal Champions League.
Nella stagione sportiva 2018 - 2019 dirige la finale scudetto Serie A Italservice C5 - Acquaesapone C5. In ambito internazionale dirige le gare del girone di Main round di qualificazione degli Europei Femminili di Futsal 2019 e di qualificazione degli Europei di Futsal Under 19. Nella Uefa Futsal Champions League arbitra nel girone Main round di qualificaziione,
La stagione 2019 - 2020 inizia con la direzione della finale di Supercoppa Italia Serie A tra Italservice C5 e Acquaesapone C5; dirige inoltre la semifinale scudetto Serie A tra Meta Catania C5 e Petrarca Calcio a 5.
In ambito internazionale viene impiegato nel girone Main Round di Champions League
Nella stagione 2020 - 2021 dirige la finale di Coppa Italia tra Italservice C5 e Feldi Eboli C5 e la finale scudetto Serie A tra Meta Catania C5 e Italservice C5.
Nella Champions League del Futsal dirige il girone di Main Round e la semifinale tra Barcellona e Sport Club KPRF
Nella stagione 2021 - 2022 dirige ancora una volta la finale di Coppa Italia Serie A tra Olimpus Roma e Italservice C5 e la finale scudetto Serie A Femminile tra Città di Falconara e Pescara Futsal C5.
In ambito internazionale viene designato per le fasi finali di Futsal Champions League dove dirige la semifinale tra Barcellona e Benfica e la finale terzo posto tra Sporting Lisbona e Benfica.
Viene inoltre designato per gli Europei di Futsal 2022 dove dirige diverse partite della fase a gironi, i quarti di finale e la storica semifinale tra Ucraina e Russia, pochi giorni prima del conflitto bellico.
Viene nominato nel 2022 miglior arbitro italiano di Futsal ricevendo dall'AIA il prestigioso premio "Andrea Lastrucci".
Nella stessa stagione riceve anche il premio come "migliore arbitro della Serie A di Futsal", nominato dagli allenatori e capitani delle società di calcio a cinque di Serie A.
Nella stagione 2022 - 2023 dirige la finale di Coppa Italia Femminile Serie A. 
Nella stagione 2023 - 2024 dirige la finale di Coppa Italia serie A; gara 3 della finale scudetto, decisiva della competizione, tra Napoli Futsal e Meta Catania C5.
In ambito internazionale, dirige la Finale di Champions League tra Barcellona e Palma de Mallorca, a distanza di 10 anni dall'ultima finale arbitrata da un fischietto italiano.
Viene designato come unico arbitro italiano a partecipare al Futsal World Cup 2024 in Uzbekistan dal 14 settembre al 7 ottobre 2024.
Viene nominato, anche per la stagione 2023 - 2024 come migliore arbitro italiano di Futsal , ricevendo il prestigioso premio "Andrea Lastrucci" 

## Riconoscimenti
- Premio Andrea Lastrucci, 2022, 2024.[3]